# DOCOMO シーソーメール〜SHE SAW MAIL〜
『DOCOMO シーソーメール～SHE SAW MAIL～』（ドコモ シーソーメール）は、TOKYO FMで放送されていたラジオドラマ番組。同局の開局40周年記念番組のひとつである。

## 概要
男女の心模様を携帯電話のメールのやりとりで綴っていく形態を採っており、登場人物が直接会話を交わすシーンは非常に少ない。ほとんどは出演者が自分の役が出したメールを朗読し、間にナレーションや音楽が入る、というスタイルである。
シーズン1とシーズン2は長塚圭史・長谷川京子の二人がそれぞれ別の小説家が書いた台本で演じるという形態を採っており、1シーズンの期間は3ヶ月（テレビドラマの1クールと同じ期間）だった。
シーズン3からは、
- 男女ともに一人の作家が書いた台本を演じる
- 1ヶ月で話が完結して、出演者も交代する

という形態に改められている。
また、シーズン2までの劇中音楽は邦楽・洋楽の様々な楽曲が使用されたが、シーズン3からは特定のJ-POPのアーティストをテーマにし、そこに洋楽の楽曲が1-2曲加わるという形式になっている。

## 各シーズンの解説

### シーズン1（2010年4月-6月）

#### 登場人物
- 川島 麻子（かわしま あさこ）
映画配給会社の宣伝部に勤める33歳、独身。さっぱりとした性格で男女を問わず友人は多いが、自分のことを正直に語るのは苦手。
- 平川 郁生（ひらかわ いくお）
商社の中間管理職で43歳。上司にも部下にも信頼を得ているが、妻とは離婚し、娘は母親とパリに住んでいる。離婚、そして娘との別離を経験したため、人生を少し醒めた目で見つめていた。

#### あらすじ
パリからシャルル・ド・ゴール国際空港へ向かう列車がアクシデントで停まってしまう。平川は困っている日本人女性達に助け舟を出すが、その中にいた川島麻子と日本への帰国後も頻繁にメールを交わすようになる。同じ東京にいながらもなかなか会えない二人だったが、お互いのことをメールで知っていくうちに、惹かれあうようになっていく…。

#### キャスト
- 川島 麻子 - 長谷川京子
- 平川 郁生 - 長塚圭史

#### 脚本
- 川島麻子のパート - 谷村志穂
- 平川郁生のパート - 大崎善生

### シーズン2（2010年7月-9月）

#### 登場人物
- 香坂 栞（こうさか しおり）
33歳の恋愛小説家。デビュー作がミリオン・セラーとなり、繊細な文体でヒット作を連発していたが、ここ2年ほどはスランプに陥り、アルコールに逃げ込む日々を送っていた。
- 正体不明の男
ある日突然身元も明かさずに香坂に小説の執筆を依頼してくる。

#### あらすじ
スランプに陥っていた恋愛小説家の栞は、ある日突然見覚えのないアドレスからの携帯メールで小説の断片らしきものを送られる。メールを送ってきた謎の人物は、事故死した自分の娘が残した構想を娘がファンだった栞の手で小説にして欲しいと言う。最初は遊び半分で書き始めた栞は、やがて謎の人物に導かれて小説を書いていく。一方で栞が謎の人物について調べていくと、その人物は栞が学生時代に愛読していた詩人・白坂雅人であると判り…。

#### キャスト
- 香坂 栞 - 長谷川京子
- 正体不明の男（白坂雅人） - 長塚圭史

#### 脚本
- 香坂栞のパート - 谷村志穂
- 白坂雅人のパート - 大崎善生

### シーズン3（2010年10月）

#### 登場人物
- 坂本 ミカ（さかもと みか）
37歳の信用金庫職員。独身。恋愛経験も少なく、あまり変化のない日常に嫌気が差している。高校時代から特別に目立つタイプではなかったが、自分流の妙な言葉を作るという癖がある。趣味は食べ歩き。
- 五本木 健太郎（ごほんぎ けんたろう）
ミカとは高校の同級生。高校時代はサッカーに所属し、ドキュメタリージャーナリストを目指すが現在はまったく興味のないファッションのリポーターをしている。パリ在住。独身。

#### あらすじ
三宿信用金庫に勤めるミカは、ある日仕事帰りに入った定食屋のテレビでファッション・レポートをしている男を見て驚く。それは都立太子堂高校の同級生だった五本木健太郎だったのだ。ミカは早速五本木の公式サイトからメールを送り、そこから卒業以来18年間何の音信もなかった二人が急速にメールのやり取りを始めたのだが…。

#### キャスト
- 坂本 ミカ - 中嶋朋子
- 五本木 健太郎 - 仲村トオル

#### 脚本
- 藤谷治

#### 音楽
- DREAMS COME TRUE

### シーズン4（2010年11月）

#### 登場人物
- 豪徳寺 珠恵（ごうとくじ たまえ）
33歳の派遣会社登録社員。現在は印刷会社の受付で働いている。恋愛は完全な「だめんず傾向」であり、最近も自己中心的な男と最悪な結果に終わったばかり。そのため「もう男はこりごり」「結婚はしたくない」と考えている。山崎まさよしのファンであり、彼のラジオ番組へメールを送っている。
- 山下 雄太（やました ゆうた）
商社の人事部勤務の31歳で畳屋の長男。おおむね「好青年」であり、言葉遣いも丁寧であるが、軽い妄想癖もある。女性との運命的な出会いに憧れている。豪徳寺と同じく山崎まさよしのファンでラジオ番組にメールを送っている。

#### あらすじ
江古田に住む山下雄太はある日の帰り道、逃げ出した豪徳寺珠恵の飼い犬「テッカ」に足を噛まれてしまう。それをきっかけに出会った二人は、やがてデートを重ねるようになるが、珠恵を運命の女性だと思い込む雄太と、「もう男はこりごり」と思っている珠恵との温度差は埋まらず…。

#### キャスト
- 豪徳寺 珠恵 - 小島聖
- 山下 雄太 - ARATA
- 山崎 まさよし - 山崎まさよし（最終話のOA版のみ本人役で出演。ポッドキャスト版には出ていない）

#### 脚本
- 藤谷治

#### 音楽
- 山崎まさよし

### シーズン5（2010年12月）

#### 登場人物
- 弦巻 ちとせ（つるまき ちとせ）
日本画家を目指して芸術大学に入るが、ゆえあって卒業後は京都の古美術商で働いている。着物の似合うしっとりとした美人だが、ささやかな秘密を持っている。京都在住にもかかわらず東京の結婚相談所に来たのは、神田神保町に出す支店を任される予定のため。35歳。
- 船橋 和哉（ふなばし かずや）
製薬会社の研究所で新薬開発に携わっている36歳。小学生から男子校の進学校で過ごし、就職後も女性のいない職場にいたため、女性に対する免疫がほとんどない。性格は「マジメ一本やり」。母に懇願されて結婚相談所に登録し、そのパーティに出席する。

#### あらすじ
結婚相談所「親和力」の紹介で知り合った、弦巻ちとせと船橋和哉は東京と京都という遠距離恋愛でありながら、順調に交際を続けていた。しかし、和哉が12月24日のクリスマス・イブに高級ホテルのスイートルームを予約したと告げたところ、ちとせは「24日には行けない」と言う。その理由は「乗りたい列車」があると言うものだったのだが…。

#### キャスト
- 弦巻 ちとせ - ともさかりえ
- 船橋 和哉 - 萩原聖人

#### 脚本
- 藤谷治

#### 音楽
- 山下達郎
- 竹内まりや
2010年12月26日放送の最終回のOA版のみ、本編終了後に山下・竹内夫妻がラジオドラマについて語るコメントが流された（ちょうど同局で放送の「山下達郎のサンデー・ソングブック」で「夫婦放談」がOAされる期間であった）。

### シーズン6（2011年1月）

#### 登場人物
- 若林 さくら（わかばやし さくら）
30歳。学生時代から何をやっても長続きしなかったが伝説の詩人・Hの作品集『夜の音楽』に感銘を受け、自身も詩人になることを決意する。コンビニエンスストアでアルバイトをしながら詩を書き、ブログでも自作の詩を発表しているが誤字脱字だらけ。
- 岡本 英一（おかもと えいいち）
さくらのブログにダメ出しコメントを投稿してきた謎の人物。年齢や素性は不明。

#### あらすじ
これまで何をやってもうまくいかなかった、「自称・詩人」の30歳若林さくら。詩への思いはアツく、自身のブログで積極的に作品を発表している彼女の弱点は、時々、おかしな日本語を使ってしまうこと…。そんな彼女の日本語にメールで突然「ダメ出し」をしてきた、“岡本”なる謎の男。 彼の指摘に、さくらの情熱はさらにヒートアップしていきます。はたして、“岡本”の正体とは？そしてさくらの日本語は上達するのでしょうか…？

#### キャスト
- 若林 さくら - 原沙知絵
- 岡本 英一 - 谷原章介

#### 脚本
- 藤谷治

#### 音楽
- コブクロ

### シーズン7（2011年2月）

#### 登場人物
- 奥沢 百合香
化粧品会社の社長。いわゆるアラフォー女性で、昔は中学校の音楽教師だった。
- 松原 蓮
20代後半。奥沢の元・教え子で、今はオーケストラのコンサートマスターを務めている。

#### あらすじ
奥沢百合香は、結婚・離婚を経て、現在は「株式会社 奥沢化粧品」の取締役社長に就任。世間で言うところのアラフォー女性で、かつては、中学校の音楽教師でした。一方、松原蓮は27歳になったばかりのヴァイオリニスト。奥沢化粧品が資金援助をするアマチュア・オーケストラ『にこたまフィルハーモニー』で、コンサートマスターとしても活躍しています。昨今の不況の折、奥沢化粧品から『にこたまフィルハーモニー』への資金援助が打ち切られる…。

#### キャスト
- 奥沢 百合香 - 羽田美智子
- 松原 蓮 - 平岡祐太

#### 脚本
- 藤谷治

#### 音楽
- 松任谷由実

### シーズン8（2011年3月）

#### 登場人物
- 久我山 真知子
30代半ばに差し掛かった、ある理由で海外を飛び回っている。
- 永福 春樹
趣味も特徴も無い、30歳になったばかりの会社員。

#### あらすじ
変わり映えのしない毎日を過ごしていた30歳の永福春樹｡ そんな彼の生活を､井の頭公園でひろった一冊の“手帳"が変えていきます｡ ｢この手帳を拾ったかたには､お礼に1000万円さしあげます｣｡ ケータイメールを使い､持ち主である久我山真知子に連絡をとった春樹｡ そして真知子は､ある条件を出します｡ それは｢自分の元に､無事手帳を届けること｣｡ どこに届けたらいいかと尋ねた春樹に､真知子が伝えた意外な居場所とは…｡ 

#### キャスト
- 久我山 真知子 - 永作博美
- 永福 春樹 - 劇団ひとり

#### 脚本
- 藤谷治

#### 音楽
- 今井美樹

## その他の番組情報
- 2010年10月から月-木の16:55-16:57（シンクロノシティ内)に、「シーソーメール　アナザーストーリー」というミニ番組が放送され、前回のダイジェストや、出演者のインタビューがオンエアされている。
- 各話の内容はポッドキャストで配信されている（ただし、権利上の関係で楽曲の部分は除かれている）。シーズン2以降は各話の終了後に番組CMや出演者・脚本家へのインタビューなどの「ボーナストラック」が収録されている。
- 番組の携帯公式サイトでは、オリジナルのデコメールなどが提供されているほか、iコンシェルでは出演者のメッセージムービーが配信されている。
- シーズン3からは、ツイッターの番組公式アカウントで番組放送中や放送前後などにスタッフからの情報提供や感想や質問を寄せたリスナーへの回答を行っている。